# Alan Carpenter
Alan Carpenter (Albany, 4 januari 1957) was de achtentwintigste premier van West-Australië.

## Vroege jaren
Carpenter werd geboren in 1957 in West-Australië. Zijn vader was Graham Stephen Carpenter, een textielarbeider, en zijn moeder Elaine Jacobina Gillam, eveneens textielarbeidster. Carpenter liep school aan de 'Mt Lockyer Primary School' en de 'Albany Senior High School'. Van 1974 tot 1977 reisde en werkte hij doorheen Australië. Vervolgens studeerde Carpenter politieke wetenschappen aan de Universiteit van West-Australië. Hij behaalde er in 1979 een bachelor.
In 1980 ging Carpenter als journalist aan de slag voor de 'Albany Advertiser'. In 1982 vertrok Carpenter naar het buitenland. In 1985 gaf hij les aan de 'Inlingua School of Languages' in Italië. Hij keerde terug naar West-Australië in 1986. Carpenter was tot 1990 politiek journalist voor 'TVW Channel 7' en van 1990 tot 1991 voor 'ABC News'. Van 1991 tot 1995 was hij presentator van het duidingsprogramma 'The 7.30 Report' en van haar opvolger 'Stateline'. In 1996 werkte Carpenter als marketing consultant voor het advocatenbureau 'Dwyer Durack'.

## Politieke carrière
Carpenter werd lid van de Australian Labor Party in 1996. Hij werd op 16 december dat jaar voor het kiesdistrict Willagee in het West-Australische lagerhuis verkozen. Hij zou nog drie maal herverkozen worden en op 2 oktober 2009 zelf opstappen.
In 1997 werd Carpenter schaduwminister en in 1999 ministerieel woordvoerder. Van februari 2001 tot juni 2003 was Carpenter minister van onderwijs, sport en recreatie en van Aborigineszaken. In januari 2003 werd hij daarbovenop minister van opleiding. Van juni 2003 tot maart 2005 was hij minister van onderwijs en opleiding en van maart 2005 tot januari 2006 minister van economische ontwikkeling en energie.
Op 25 januari 2006 werd Carpenter premier van West-Australië. Hij volgde Geoff Gallop op die vanwege een depressie zijn ontslag had ingediend. Carpenter nam bovenop het premierschap op verschillende tijdstippen verschillende ministeriële bevoegdheden waar, onder meer doordat hij 3 ministers diende te ontslaan nadat ze contact hadden gehad met de voor corruptie veroordeelde lobbyist en voormalig premier Brian Burke. Na de federale verkiezingen van 2007 ontstond er onenigheid binnen de oppositie. Carpenter wilde daar gebruik van maken en schreef vervroegde verkiezingen uit. Labor verloor echter haar meerderheid in het parlement en de oppositie greep de macht. Op 23 september 2008 trad Carpenter af. Hij werd als premier opgevolgd door Colin Barnett.

## Verdere carrière
Carpenter verliet de politiek in 2009. Hij ging aan de slag als 'Executive General Manager Corporate Affairs' bij 'Wesfarmers'. In 2018 ging hij er met pensioen.